# Liste der Stolpersteine im Komitat Komárom-Esztergom

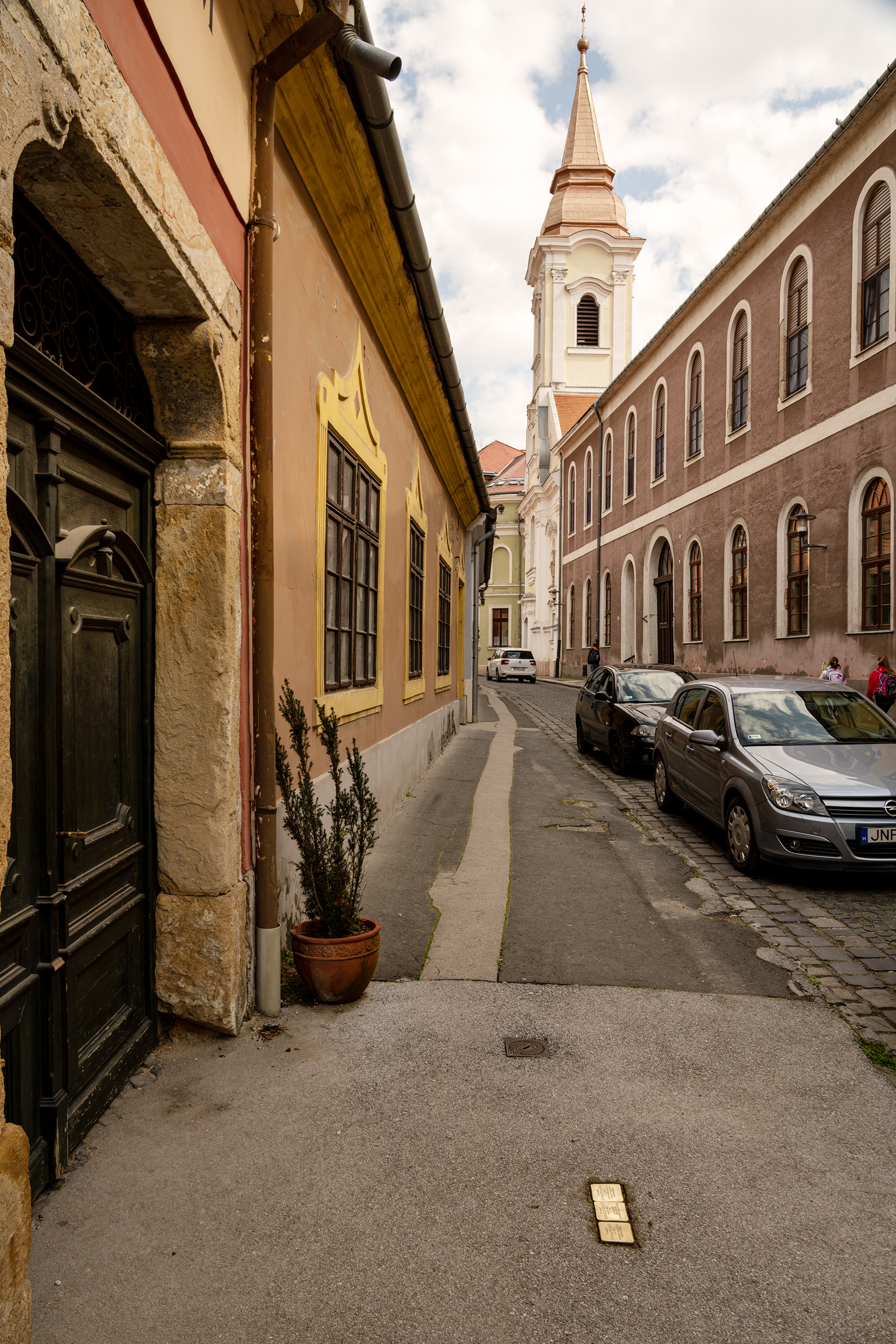
Stolpersteine in Esztergom

Die Liste der Stolpersteine im Komitat Komárom-Esztergom enthält die Stolpersteine, die im Komitat Komárom-Esztergom verlegt wurden. Stolpersteine erinnern an das Schicksal der Menschen, welche von den Nationalsozialisten ermordet, deportiert, vertrieben oder in den Suizid getrieben wurden. Die Stolpersteine wurden von Gunter Demnig verlegt und liegen im Regelfall vor dem letzten selbstgewählten Wohnsitz des Opfers. Stolpersteine heißen auf Ungarisch Botlatókő. 
Die ersten Verlegungen in diesem Komitat fanden am 1. Oktober 2021 in Esztergom statt.

## Verlegte Stolpersteine

### Esztergom
In Esztergom wurden 17 Stolpersteine an acht Adressen verlegt.
| Stolperstein | Übersetzung                                                                                                 | Verlegeort                                   | Name, Leben                                      |
| ------------ | --- | -------------------------------------------- | ------------------------------------------------ |
|              | HIER WOHNTE LÁSZLO BALOG GEB. 1860 DEPORTIERT FORT MONOSTOR ERMORDET 8.7.1944                               | Pázmány Péter utca 4 Esztergom               | László Balog (1860–1944)                         |
|              | HIER WOHNTE MÓR BRENNER GEB. 1878 DEPORTIERT AUSCHWITZ ERMORDET 15.7.1944                                   | Budapesti utca 6 Esztergom                   | Mór Brenner (1878–1944)                          |
|              | HIER WOHNTE DIE FRAU DES MÓR BRENNER OLGA WEISZ GEB. 1888 DEPORTIERT AUSCHWITZ ERMORDET 15.7.1944           | Budapesti utca 6 Esztergom                   | Olga Brenner, geborene Weisz (1888–1944)         |
|              | HIER WOHNTE KATÓKA HÁBER GEB. 1936 DEPORTIERT AUSCHWITZ ERMORDET 5.7.1944                                   | Árpád utca, nahe Rudnay Sándor tér Esztergom | Katóka Háber (1936–1944)                         |
|              | HIER WOHNTE SÁNDOR HÁBER GEB. 1902 DEPORTIERT AUSCHWITZ ERMORDET 5.7.1944                                   | Árpád utca, nahe Rudnay Sándor tér Esztergom | Sándor Háber (1902–1944)                         |
|              | HIER WOHNTE DIE FRAU DES SÁNDOR HÁBER ERZSÉBET MARMORSTEIN GEB. 1910 DEPORTIERT AUSCHWITZ ERMORDET 5.7.1944 | Árpád utca, nahe Rudnay Sándor tér Esztergom | Erzsébet Háber, geborene Marmorstein (1910–1944) |
|              | HIER WOHNTE DIE FRAU DES LAJOS KERTÉSZ GEB. 1908 DEPORTIERT BERGEN-BELSEN UMGEKOMMEN 30.4.1945              | Kossuth Lajos utca 45 Esztergom              | Frau Kertész (1908–1945)                         |
|              | HIER WOHNTE DIE FRAU DES MÓR MARMORSTEIN HELÉN FANTUSZ GEB. 1888 DEPORTIERT AUSCHWITZ ERMORDET 5.7.1944     | Árpád utca, nahe Rudnay Sándor tér Esztergom | Helén Marmorstein, geborene Fantusz (1888–1944)  |
|              | HIER WOHNTE ÖDÖN SCHRANK GEB. 1885 DEPORTIERT AUSCHWITZ ERMORDET 17.6.1944                                  | Madách Imre út 2 Esztergom                   | Ödön Schrank (1885–1944)                         |
|              | HIER WOHNTE GYÖRGY SCHWARTZ GEB. 1922 DEPORTIERT 1945 UMGEKOMMEN 8.5.1945 MAUTHAUSEN                        | Pázmány Péter utca 21 Esztergom              | György Schwartz (1922–1945)                      |
|              | HIER WOHNTE MANÓ SCHWARTZ GEB. 1892 ERMORDET 15.10.1944 AUSCHWITZ                                           | Pázmány Péter utca 21 Esztergom              | Manó Schwartz (1892–1944)                        |
|              | HIER WOHNTE DIE FRAU DES MANÓ SCHWARTZ SÁRA HALÁSZ GEB. 1898 DEPORTIERT AUSCHWITZ ERMORDET 18.6.1944        | Pázmány Péter utca 21 Esztergom              | Sára Schwartz, geborene Halász (1898–1944)       |
|              | HIER WOHNTE ISTVÁN STEINER GEB. 1883 DEPORTIERT AUSCHWITZ ERMORDET 15.7.1944                                | Petőfi Sándor utca 12 Esztergom              | István Steiner (1883–1944)                       |
|              | HIER WOHNTE DIE FRAU DES ISTVÁN STEINER ELZA WEISZ GEB. 1892 DEPORTIERT AUSCHWITZ ERMORDET 15.7.1944        | Petőfi Sándor utca 12 Esztergom              | Elza Steiner, geborene Weisz (1892–1944)         |
|              | HIER WOHNTE LÁSZLÓ STEINER GEB. 1883 DEPORTIERT AUSCHWITZ ERMORDET 15.7.1944                                | Petőfi Sándor utca 12 Esztergom              | László Steiner (1928–1944)                       |
|              | HIER WOHNTE MÓR WEISZ GEB. 1867 DEPORTIERT AUSCHWITZ ERMORDET 15.7.1944                                     | Széchenyi tér 13 Esztergom                   | Mór Weisz (1867–1944)                            |
|              | HIER WOHNTE DIE FRAU DES MÓR WEISZ KAROLINA HÁBER GEB. 1873 DEPORTIERT AUSCHWITZ ERMORDET 15.7.1944         | Széchenyi tér 13 Esztergom                   | Karolina Weisz, geborene Háber (1873–1944)       |

## Verlegedatum
- 1. Oktober 2021 in Abwesenheit des Künstlers[1]